# Flugunfall einer Boeing 707 der Prestige Airlines
Der Flugunfall einer Boeing 707 der Prestige Airlines ereignete sich am 4. Juli 2002. Eine Frachtmaschine des Typs Boeing 707-123B der ruandischen New Gomair, die einen gemischten Fracht- und Passagierflug im Namen der Prestige Airlines aus der Republik Kongo vom Flughafen N’Djamena im Tschad zum Flughafen Maya-Maya in der Republik Kongo durchführen sollte, stürzte dabei während einer Notlandung nahe Bangui in der Zentralafrikanischen Republik ab. Bei dem Unfall kamen 28 der 30 Menschen an Bord ums Leben.

## Flugzeug
Das auf dem Flug eingesetzte Flugzeug war eine Boeing 707-123B. Es handelte sich um die 593. je gebaute Boeing 707 mit der Werksnummer 19335. Die Maschine wurde am 20. Juni 1967 mit dem Luftfahrzeugkennzeichen N7585A an ihren Erstbesitzer American Airlines ausgeliefert. Die Maschine wurde am 2. April 1981 an die Fluggesellschaft Denver Ports of Call verkauft, wo sie zunächst mit demselben Luftfahrzeugkennzeichen und ab Juli 1982 als N703PC betrieben wurde. Zwischen 1985 und 1988 wurde die Fluggesellschaft in Skyworld Airlines umfirmiert, sodass die Maschine den Schriftzug dieses Unternehmens trug, ehe schließlich zum alten Namen zurückgekehrt wurde. Im Oktober 1989 übernahm die Omega Air Inc., ein auf Flugzeugleasing und den Verkauf von Gebrauchtteilen für Flugzeuge der Boeing-707-Typen spezialisiertes Unternehmen, die Maschine. Das Unternehmen, das später in der Omega Aerial Refueling Services aufging, ließ die Maschine mit dem neuen Luftfahrzeugkennzeichen N703PC zu und verleaste sie anschließend ab dem 11. Mai 1990 an die Guyana Airlines 2000. Am 7. August 1990 ging das Flugzeug an die Omega Air zurück und erhielt das neue Luftfahrzeugkennzeichen EL-AKA (Zulassungsland Liberia), ehe es ab dem 6. Oktober desselben Jahres an Jet Alsace und ab dem 11. Dezember an Air Gambia weiterverleast wurde. Am 11. April 1991 wurde die Maschine mit dem Luftfahrzeugkennzeichen YN-CDE an die Aeronica aus Nicaragua verleast und ab dem 15. Juni 1992 erneut an die Guyana Airways 2000, wo sie diesmal mit dem Luftfahrzeugkennzeichen C5-GOB (Zulassungsland Gambia) in Betrieb war. Am 1. Mai 1994 ging die Maschine als HR-AMG (Zulassungsland Honduras) erneut an die Omega Air zurück und wurde ab dem 21. Oktober 1994 an die slowakische Slovtrans Air vermietet, wo sie als OM-WFA in Betrieb war. Die Maschine ging am 29. Juni 1995 wieder an die Omega Air zurück und wurde schließlich an die Transair Cargo übereignet. Dort war sie ab dem 5. August 1995
als 9Q-CJT (Zulassungsland Demokratische Republik Kongo), ab dem 10. Juni 1996 als EL-WAM und ab dem 2. Juni 1998 als 3D-ADK (Zulassungsland Swasiland) in Betrieb. Die New Gomair aus Ruanda übernahm die Maschine im Juli 2002 und ließ sie mit dem Luftfahrzeugkennzeichen 9XR-IS zu. Das vierstrahlige Langstrecken-Schmalrumpfflugzeug war mit vier Turbinen-Strahltriebwerken des Typs  Pratt & Whitney JT3D-1-MC6 ausgestattet.

## Flugverlauf
Mit der Maschine sollte ein gemischter Fracht- und Passagierflug aus N’Djamena im Tschad nach Brazzaville in der Republik Kongo durchgeführt werden. Der Flug wurde durch die New Gomair im Auftrag der Prestige Airlines durchgeführt. Die Ladung bestand aus einer großen Menge Zwiebeln und Knoblauch. An Bord der Maschine befanden sich 21 Passagiere und 9 Besatzungsmitglieder. Von den Passagieren stammten 17 Personen aus dem Tschad.

## Unfallhergang
Nach dem Start in N’Djamena ließ sich das Fahrwerk der Maschine nicht einfahren. Aus diesem Grund beschloss die Besatzung nach Bangui umzukehren. Im Endanflug sank die Maschine, bis sie den Boden berührte, nochmal in die Luft hochgeschleudert wurde und in Guitangola, einem Vorort von Bangui schließlich auseinanderbrach. Nach dem Aufprall explodierte das Flugzeug. Durch umherfliegende Trümmer stürzte das Dach eines leerstehenden Hauses ein. Die Unfallstelle befand sich 3 Kilometer von der Landebahn von Bangui entfernt. Von den 30 Insassen der Maschine wurden 28 getötet. Nur der Flugingenieur Laurent Tabako und eine Passagierin aus dem Tschad überlebten.

## Ursache
Der Unfall ereignete sich bei klarem Wetter. Nach Angaben des überlebenden Flugingenieurs Tabako hatten die Piloten für die Notlandung in Bangui Kerosin abgelassen. Dabei sei zu viel Kerosin abgelassen worden, wodurch die Maschine schließlich vor Erreichen der Landebahn wegen Treibstoffmangels abstürzte. Nach Angaben der überlebenden Passagierin sei vor dem Aufprall kein Triebwerksgeräusch zu hören gewesen.